# Strange (album)
Pour les articles homonymes, voir Strange.
Albums de Depeche Mode
Some Great Videos
(1985) 101
(1989)
Strange (sous titré A Black and White Mode by Anton Corbijn) est la deuxième compilation vidéo du groupe Depeche Mode sortie en VHS en 1988. Elle contient les cinq premiers clips réalisés par Anton Corbijn pour le groupe. Tout a été filmé en super 8. Les cinq clips sont pour la plupart en noir et blanc. Ils illustrent des morceaux issus des albums Black Celebration et Music for the Masses. 

## Listes des vidéoclips
1. A Question of Time (Remix)
2. Strangelove (7" Version)
3. Never Let Me Down Again (Split Mix)
4. Behind the Wheel (Album version)
5. Pimpf